# Lophopyxis maingayi
Lophopyxis maingayi Hook.f. è una pianta angiosperma dell'ordine Malpighiales. È l'unica specie nota del genere Lophopyxis Hook.f. e della famiglia Lophopyxidaceae H.Pfeiff.